# Iron (Aisne)
Iron é uma comuna francesa na região administrativa de Altos da França, no departamento de Aisne.